# Jean-Claude Gérault
Jean-Claude Gérault (zm. w 1788 roku) – członek Secret du Roi, przedstawiciel dyplomatyczny Francji w Warszawie od lipca 1766 roku.
W 1753 roku był sekretarzem rezydenta francuskiego w Warszawie La Fayardie. Po jego śmierci w 1754 roku pozostał w Warszawie jako sekretarz francuskich przedstawicieli dyplomatycznych. W 1764 roku wraz z ambasadą opuścił Warszawę.